# イスラームの寛容性
イスラームの寛容性若しくはイスラームの寛容とは、親イスラーム主義者により主張されるプロパガンダの一つであり、イスラームは全時代・全地域にわたって他宗教の迫害とは無縁であり、現代に於ける原理主義は異端に過ぎないとする意見である。この主張によれば、歴史的にイスラームが広まったのは全て平和的な過程によるものであるとされる。
実際のイスラームの歴史に於いては、異教徒は一定程度の人権を保障された隷属民であるズィンミーとして処遇されるのが常であり、地域や時代によっては過酷な抑圧となることもあった。またムワッヒド朝やアウラングゼーブ統治時代のインドなどに見られるように、強制改宗も存在した。このことから中立的学者の間からは前近代に於いてイスラム世界がキリスト教世界より比較的宗教的に寛容であったことは認めつつも、『イスラームの寛容性』を強調する言説に疑問符を投げかける意見が強い。
イスラーム学者バーナード・ルイスによれば、イスラームの寛容性という神話は、反イスラーム主義者の主張する『コーランか剣か』『異教徒に対する絶え間ない迫害』という神話に対置される。ルイスはイスラーム圏でのユダヤ人の歴史を解説した本の中で、この二つの神話はそれぞれ断片的事実を含んでいるが、実態はより複雑であったと述べている。